# آکیرا یوشیزاوا
آکیرا یوشیزاوا (انگلیسی: Akira Yoshizawa؛ به ژاپنی:吉澤 章؛ ۱۴ مارس ۱۹۱۱ – ۱۴ مارس ۲۰۰۵) یک استاد بزرگ اوریگامی اهل ژاپن بود.
اعتبار آکیرا یوشیزاوا در نقش او در رشد اوریگامی به مثابه هنر زندگی است. هرچند اوریگامی سده‌ها پیش توسط چینی‌ها ابداع شد و در قرن ششم میلادی به ژاپن رفت و در آنجا شکوفا شد و به گوشه‌ای از فرهنگ این کشور تبدیل شد. اما جهانیان زمانی به طور گسترده با اوریگامی آشنا شدند که آکیرا یوشیزاوا پیشرفت‌های جدید و وسیعی را در این عرصه به وجود آورد. بنا به برآورد خود او در سال ۱۹۸۹، تا آن سال بیش از ۵۰٬۰۰۰ مدلاوریگامی ساخته یود که تنها چند صد طرح از آن‌ها در ۱۸ کتاب او ارائه شده‌اند.
آکیرا یوشیزاوا در ابداع بسیاری از تکنیک‌های مختلف اوریگامی پیشگام است، مانند تکنیک اوریگامی مرطوب که او سهم به سزایی در ابداع آن داشته است.
در ۱۴ مارس ۲۰۱۲ موتور جستجوی گوگل به مناسبت ۱۰۱مین سالروز تولد آکیرا یوشیزاوا و به افتخار او گوگل دودل صفحه اصلی خود را در ژاپن تغییر داد.

## زندگی
آکیرا یوشیزاوا در ۱۴ مارس ۱۹۱۱ متولد شد. پدر و مادر او دامدار بودند. او فقط ۱۳ سال داشت که به توکیو نقل مکان کرد و به کار در یک کارخانه پرداخت. در اوایل دهه بیست سالگی از کارگر کارخانه به یک طراح فنی ارتقا یافت. او مسئول آموزش هندسه پایه به کارکنان جدید بود و از هنر سنتی اوریگامی که در کودکی آموخته بود برای درک و ارتباط و حل مشکلات هندسی استفاده می‌کرد.
در سال ۱۹۳۷، آکیرا یوشیزاوا شغل خود را در کارخانه ترک کرد و به صورت تمام وقت به اوریگامی پرداخت.
آکیرا یوشیزاوا در سال ۱۹۵۴ مرکز اوریگامی بین‌المللی را در توکیو تأسیس کرد. این مرکز به ترویج شناخت اوریگامی، برپایی نمایشگاه‌ها، تظاهرات، و کلاس‌های آموزشی می‌پردازد.
مهارت‌های یوشیزاوا در اوریگامی به او فرصت‌های زیادی برای سفر به نقاط متعدد جهان را می‌داد و او به عنوان سفیر فرهنگی ژاپن طی زندگی حرفه‌ای خود خدمت می‌کرد. امپراتور هیروهیتو در سال ۱۹۸۳ به او نشان آفتاب تابان درجه پنج، که یکی از بالاترین نشان‌های افتخار ژاپن است را عطا کرد.
آکیرا یوشیزاوا در ۱۴ مارس ۲۰۰۵ در ۹۵مین زادروز تولدش بر اثر عوارض ناشی از ذات الریه درگذشت.